# Stanwellia grisea
Espèce
Synonymes
- Aname grisea Hogg, 1901
- Aname arborea Hogg, 1901
- Aname pellucida Hogg, 1901
- Ixamatus gregorii Hogg, 1901
- Chenistonia major Hogg, 1901
- Aname butleri Rainbow & Pulleine, 1918

Stanwellia grisea est une espèce d'araignées mygalomorphes de la famille des Pycnothelidae.

## Distribution
Cette espèce est endémique du Victoria en Australie.

## Description

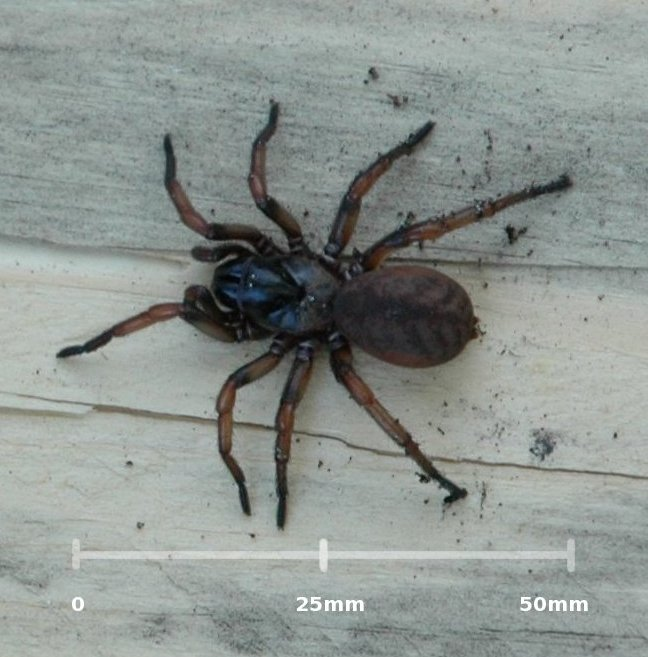
Stanwellia grisea

La carapace de la femelle holotype mesure 4 mm de long sur 3,25 mm et l'abdomen 4 mm de long sur 3 mm.

## Systématique et taxinomie
Cette espèce a été décrite sous le protonyme Aname grisea par Hogg en 1901. Elle est placée dans le genre Stanwellia par Main en 1972 qui dans le même temps place Aname arborea, Aname pellucida, Ixamatus gregorii, Chenistonia major et Aname butleri en synonymie.

## Publication originale
- Hogg, 1901 : On Australian and New Zealand spiders of the suborder Mygalomorphae. Proceedings of the Zoological Society of London, vol. 1901, no , p. 218-279 (texte intégral).